# Liezel Huber
Liezel Huber (Durban, 21 augustus 1976), is een voormalig professioneel tennisspeelster. Zij werd als Liezel Horn in Zuid-Afrika geboren, begon op vijfjarige leeftijd met tennissen, en nam tot in maart 2001 onder deze naam deel aan tennistoernooien.
In 1992 verhuisde zij naar de Verenigde Staten voor haar training aan de Van Der Meer Tennis Academy in Hilton Head, South Carolina. Op 19 februari 2000 trouwde zij in Durban met haar coach, de Amerikaan Tony Huber die sinds 1999 haar vaste begeleider op de WTA-toer was. Vanaf maart 2001 nam zij aan toernooien deel onder de naam Liezel Huber. Op 25 juli 2007 nam zij de Amerikaanse nationaliteit aan.
Huber heeft zich toegelegd op het vrouwendubbelspel, waarbij zij met partner Cara Black vier grandslamtoernooien heeft gewonnen: Wimbledon in 2005, Wimbledon in 2007, het Australian Open in 2007 en het US Open in 2008. Met Lisa Raymond won zij het US Open in 2011.
Vanaf 12 november 2007 bezette zij de eerste plaats van de internationale ranglijst van het dubbelspel, een positie die haar dubbelspelpartner Cara Black gedurende tweeënhalf jaar met haar deelde. Vanaf 19 april 2010 stond Huber enige tijd als enige op de eerste plaats in de WTA-dubbelspelranglijst; vanaf 23 april 2012 deelde zij deze eerste plaats met Lisa Raymond, maar op 10 september 2012 moesten zij deze positie afstaan aan Sara Errani en Roberta Vinci.
In 2005 richtte zij een stichting op: (Liezel's Cause) voor steun aan de slachtoffers van de orkanen Katrina en Rita. In maart 2007 kocht zij in Cypress (Texas) een stuk grond aan waar zij elf tennisbanen liet aanleggen (hardcourt, haar favoriete ondergrond). Precies een jaar later opende zij daar de Huber Tennis Ranch.
In april 2017 kondigde Huber haar uittreden aan. Zij trad in dienst van het NYJTL Cary Leeds Center in The Bronx (NY).

## Posities op deWTA-ranglijst
Positie per einde seizoen:
| jaar | rang enkelspel | rang dubbelspel |
| ---- | -------------- | --------------- |
| 1992 | 778            | 338             |
| 1993 | 581            | 388             |
| 1994 | 287            | 112             |
| 1995 | 356            | 181             |
| 1996 | 212            | 130             |
| 1997 | 149            | 106             |
| 1998 | 148            | 57              |
| 1999 | 299            | 37              |
| 2000 | 444            | 43              |
| 2001 | 180            | 21              |
| 2002 | 220            | 18              |
| 2003 | 765            | 12              |
| 2004 | –              | 11              |
| 2005 | –              | 6               |
| 2006 | –              | 17              |
| 2007 | –              | 1               |
| 2008 | –              | 1               |
| 2009 | –              | 1               |
| 2010 | –              | 3               |
| 2011 | –              | 1               |
| 2012 | –              | 8               |
| 2013 | –              | 22              |
| 2014 | –              | 51              |
|      |                |                 |
| 2017 | –              | 401             |

## Palmares

### WTA-finaleplaatsen vrouwendubbelspel
| nr.              | finale     | toernooi          | ondergrond    | partner               | tegenstandsters                            | score             |         |
| ---------------- | ---------- | ----------------- | ------------- | --------------------- | ------------------------------------------ | ----------------- | ------- |
| gewonnen finales |            |                   |               |                       |                                            |                   |         |
| 1.               | 2001-09-23 | WTA Toyota        | hardcourt     | Cara Black            | Kim Clijsters Ai Sugiyama                  | 6-1, 6-3          | details |
| 2.               | 2001-10-07 | WTA Japan (Tokio) | hardcourt     | Rachel McQuillan      | Janet Lee Wynne Prakusya                   | 6-2, 6-0          | details |
| 3.               | 2001-10-14 | WTA Shanghai      | hardcourt     | Lenka Němečková       | Evie Dominikovic Tamarine Tanasugarn       | 6-0, 7-5          | details |
| 4.               | 2002-01-05 | WTA Auckland      | hardcourt     | Nicole Arendt         | Květa Hrdličková Henrieta Nagyová          | 7-5, 6-4          | details |
| 5.               | 2003-03-29 | WTA Miami         | hardcourt     | Magdalena Maleeva     | Shinobu Asagoe Nana Miyagi                 | 6-3, 4-6, 7-5     | details |
| 6.               | 2003-04-06 | WTA Sarasota      | gravel        | Martina Navrátilová   | Shinobu Asagoe Nana Miyagi                 | 7-6, 6-3          | details |
| 7.               | 2003-05-04 | WTA Warschau      | gravel        | Magdalena Maleeva     | Eléni Daniilídou Francesca Schiavone       | 3-6, 6-4, 6-2     | details |
| 8.               | 2003-05-24 | WTA Madrid        | gravel        | Jill Craybas          | Rita Grande Angelique Widjaja              | 6-4, 7-6          | details |
| 9.               | 2003-10-26 | WTA Linz          | hardcourt (i) | Ai Sugiyama           | Marion Bartoli Silvia Farina-Elia          | 6-1, 7-6          | details |
| 10.              | 2004-02-21 | WTA Haiderabad    | hardcourt     | Sania Mirza           | Li Ting Sun Tiantian                       | 7-6, 6-4          | details |
| 11.              | 2005-05-15 | WTA Rome          | gravel        | Cara Black            | Maria Kirilenko Anabel Medina Garrigues    | 6-0, 4-6, 6-1     | details |
| 12.              | 2005-07-03 | Wimbledon         | gras          | Cara Black            | Svetlana Koeznetsova Amélie Mauresmo       | 6-2, 6-1          | details |
| 13.              | 2006-02-19 | WTA Bangalore     | hardcourt     | Sania Mirza           | Anastasia Rodionova Jelena Vesnina         | 6-3, 6-3          | details |
| 14.              | 2006-05-27 | WTA Straatsburg   | gravel        | Martina Navrátilová   | Martina Müller Andreea Vanc                | 6-2, 7-6          | details |
| 15.              | 2006-09-24 | WTA Calcutta      | hardcourt (i) | Sania Mirza           | Joelija Bejhelzymer Joeliana Fedak         | 6-4, 6-0          | details |
| 16.              | 2007-01-27 | Australian Open   | hardcourt     | Cara Black            | Chan Yung-jan Chuang Chia-jung             | 6-4, 6-7, 6-1     | details |
| 17.              | 2007-02-11 | WTA Parijs        | tapijt (i)    | Cara Black            | Gabriela Navrátilová Vladimíra Uhlířová    | 6-0, 4-6, 6-1     | details |
| 18.              | 2007-02-18 | WTA Antwerpen     | hardcourt (i) | Cara Black            | Jelena Lichovtseva Jelena Vesnina          | 7-5, 4-6, 6-1     | details |
| 19.              | 2007-02-24 | WTA Dubai         | hardcourt     | Cara Black            | Svetlana Koeznetsova Alicia Molik          | 7-6, 6-4          | details |
| 20.              | 2007-07-07 | Wimbledon         | gras          | Cara Black            | Katarina Srebotnik Ai Sugiyama             | 3-6, 6-3, 6-2     | details |
| 21.              | 2007-08-05 | WTA San Diego     | hardcourt     | Cara Black            | Viktoryja Azarenka Anna Tsjakvetadze       | 7-5, 6-4          | details |
| 22.              | 2007-10-14 | WTA Moskou        | hardcourt (i) | Cara Black            | Viktoryja Azarenka Tatjana Poetsjek        | 4-6, 6-1, [10-7]  | details |
| 23.              | 2007-10-28 | WTA Linz          | hardcourt (i) | Cara Black            | Katarina Srebotnik Ai Sugiyama             | 6-2, 3-6, [10-8]  | details |
| 24.              | 2007-11-11 | WTA Championships | hardcourt (i) | Cara Black            | Katarina Srebotnik Ai Sugiyama             | 5-7, 6-3, [10-8]  | details |
| 25.              | 2008-02-17 | WTA Antwerpen     | hardcourt (i) | Cara Black            | Květa Peschke Ai Sugiyama                  | 6-1, 6-3          | details |
| 26.              | 2008-03-01 | WTA Dubai         | hardcourt     | Cara Black            | Zheng Jie Yan Zi                           | 7-5, 6-2          | details |
| 27.              | 2008-05-11 | WTA Berlijn       | gravel        | Cara Black            | Nuria Llagostera Vives MJ Martínez Sánchez | 3-6, 6-2, [10-2]  | details |
| 28.              | 2008-06-15 | WTA Birmingham    | gras          | Cara Black            | Séverine Brémond Virginia Ruano Pascual    | 6-2, 6-1          | details |
| 29.              | 2008-06-21 | WTA Eastbourne    | gras          | Cara Black            | Květa Peschke Rennae Stubbs                | 2-6, 6-0, [10-8]  | details |
| 30.              | 2008-07-20 | WTA Stanford      | hardcourt     | Cara Black            | Jelena Vesnina Vera Zvonarjova             | 6-4, 6-3          | details |
| 31.              | 2008-08-03 | WTA Montréal      | hardcourt     | Cara Black            | Maria Kirilenko Flavia Pennetta            | 6-1, 6-1          | details |
| 32.              | 2008-09-07 | US Open           | hardcourt     | Cara Black            | Lisa Raymond Samantha Stosur               | 6-3, 7-6          | details |
| 33.              | 2008-10-19 | WTA Zürich        | hardcourt (i) | Cara Black            | Anna-Lena Grönefeld Patty Schnyder         | 6-1, 7-6          | details |
| 34.              | 2008-11-09 | WTA Championships | hardcourt     | Cara Black            | Květa Peschke Rennae Stubbs                | 6-1, 7-5          | details |
| 35.              | 2009-02-15 | WTA Parijs        | tapijt (i)    | Cara Black            | Květa Peschke Lisa Raymond                 | 6-4, 3-6, [10-4]  | details |
| 36.              | 2009-02-21 | WTA Dubai         | hardcourt     | Cara Black            | Maria Kirilenko Agnieszka Radwańska        | 6-3, 6-3          | details |
| 37.              | 2009-05-16 | WTA Madrid        | gravel        | Cara Black            | Květa Peschke Lisa Raymond                 | 4-6, 6-3, [10-6]  | details |
| 38.              | 2009-06-14 | WTA Birmingham    | gras          | Cara Black            | Raquel Kops-Jones Abigail Spears           | 6-1, 6-4          | details |
| 39.              | 2009-08-16 | WTA Cincinnati    | hardcourt     | Cara Black            | Nuria Llagostera Vives MJ Martínez Sánchez | 6-3, 0-6, [10-2]  | details |
| 40.              | 2010-01-09 | WTA Auckland      | hardcourt     | Cara Black            | Natalie Grandin Laura Granville            | 7-6, 6-2          | details |
| 41.              | 2010-01-15 | WTA Sydney        | hardcourt     | Cara Black            | Tathiana Garbin Nadja Petrova              | 6-1, 3-6, [10-3]  | details |
| 42.              | 2010-04-18 | WTA Charleston    | gravel        | Nadja Petrova         | Vania King Michaëlla Krajicek              | 6-3, 6-4          | details |
| 43.              | 2010-08-01 | WTA Stanford      | hardcourt     | Lindsay Davenport     | Chan Yung-jan Zheng Jie                    | 7-5, 6-7, [10-8]  | details |
| 44.              | 2011-02-20 | WTA Dubai         | hardcourt     | MJ Martínez Sánchez   | Květa Peschke Katarina Srebotnik           | 7-6, 6-3          | details |
| 45.              | 2011-08-14 | WTA Toronto       | hardcourt     | Lisa Raymond          | Viktoryja Azarenka Maria Kirilenko         | walk-over         | details |
| 46.              | 2011-09-11 | US Open           | hardcourt     | Lisa Raymond          | Vania King Jaroslava Sjvedova              | 4-6, 7-6 7-6      | details |
| 47.              | 2011-10-01 | WTA Tokio         | hardcourt     | Lisa Raymond          | Gisela Dulko Flavia Pennetta               | 7-6, 0-6, [10-6]  | details |
| 48.              | 2011-10-30 | WTA Championships | hardcourt (i) | Lisa Raymond          | Květa Peschke Katarina Srebotnik           | 6-4, 6-4          | details |
| 49.              | 2012-02-12 | WTA Parijs        | tapijt (i)    | Lisa Raymond          | Anna-Lena Grönefeld Petra Martić           | 7-6, 6-1          | details |
| 50.              | 2012-02-19 | WTA Doha          | hardcourt     | Lisa Raymond          | Raquel Kops-Jones Abigail Spears           | 6-3, 6-1          | details |
| 51.              | 2012-02-25 | WTA Dubai         | hardcourt     | Lisa Raymond          | Sania Mirza Jelena Vesnina                 | 6-2, 6-1          | details |
| 52.              | 2012-03-17 | WTA Indian Wells  | hardcourt     | Lisa Raymond          | Sania Mirza Jelena Vesnina                 | 6-2, 6-3          | details |
| 53.              | 2012-08-24 | WTA New Haven     | hardcourt     | Lisa Raymond          | Andrea Hlaváčková Lucie Hradecká           | 4-6, 6-0, [10-4]  | details |
| verloren finales |            |                   |               |                       |                                            |                   |         |
| 1.               | 1998-07-19 | WTA Warschau      | gravel        | Karin Kschwendt       | Karina Habšudová Olha Loehina              | 6-7, 5-7          | details |
| 2.               | 2000-11-12 | WTA Kuala Lumpur  | hardcourt     | Vanessa Webb          | Henrieta Nagyová Sylvia Plischke           | 4-6, 6-7          | details |
| 3.               | 2001-11-11 | WTA Pattaya       | hardcourt     | Wynne Prakusya        | Åsa Carlsson Iroda Tulyaganova             | 6-4, 3-6, 3-6     | details |
| 4.               | 2004-01-10 | WTA Gold Coast    | hardcourt     | Magdalena Maleeva     | Svetlana Koeznetsova Jelena Lichovtseva    | 3-6, 4-6          | details |
| 5.               | 2004-07-04 | Wimbledon         | gras          | Ai Sugiyama           | Cara Black Rennae Stubbs                   | 3-6, 6-7          | details |
| 6.               | 2004-08-08 | WTA Montréal      | hardcourt     | Tamarine Tanasugarn   | Shinobu Asagoe Ai Sugiyama                 | 0-6, 3-6          | details |
| 7.               | 2004-11-07 | WTA Philadelphia  | hardcourt (i) | Corina Morariu        | Alicia Molik Lisa Raymond                  | 5-7, 4-6          | details |
| 8.               | 2005-02-26 | WTA Doha          | hardcourt     | Cara Black            | Alicia Molik Francesca Schiavone           | 3-6, 4-6          | details |
| 9.               | 2005-05-08 | WTA Berlijn       | gravel        | Cara Black            | Jelena Lichovtseva Vera Zvonarjova         | 6-4, 4-6, 3-6     | details |
| 10.              | 2005-06-04 | Roland Garros     | gravel        | Cara Black            | Virginia Ruano Pascual Paola Suárez        | 6-4, 3-6, 3-6     | details |
| 11.              | 2006-04-01 | WTA Miami         | hardcourt     | Martina Navrátilová   | Lisa Raymond Samantha Stosur               | 4-6, 5-7          | details |
| 12.              | 2006-04-09 | WTA Amelia Island | gravel        | Sania Mirza           | Shinobu Asagoe Katarina Srebotnik          | 2-6, 4-6          | details |
| 13.              | 2006-06-18 | WTA Birmingham    | gras          | Jill Craybas          | Jelena Janković Li Na                      | 2-6, 4-6          | details |
| 14.              | 2006-06-24 | WTA Eastbourne    | gras          | Martina Navrátilová   | Svetlana Koeznetsova Amélie Mauresmo       | 2-6, 4-6          | details |
| 15.              | 2006-10-01 | WTA Luxemburg     | hardcourt (i) | Anna-Lena Grönefeld   | Květa Peschke Francesca Schiavone          | 6-2, 4-6, 1-6     | details |
| 16.              | 2006-10-22 | WTA Zürich        | hardcourt (i) | Katarina Srebotnik    | Cara Black Rennae Stubbs                   | 5-7, 5-7          | details |
| 17.              | 2007-04-01 | WTA Miami         | hardcourt     | Cara Black            | Lisa Raymond Samantha Stosur               | 4-6, 6-3, [2-10]  | details |
| 18.              | 2007-08-19 | WTA Toronto       | hardcourt     | Cara Black            | Katarina Srebotnik Ai Sugiyama             | 4-6, 6-2, [5-10]  | details |
| 19.              | 2007-08-25 | WTA New Haven     | hardcourt     | Cara Black            | Sania Mirza Mara Santangelo                | 1-6, 2-6          | details |
| 20.              | 2008-02-24 | WTA Doha          | hardcourt     | Cara Black            | Květa Peschke Rennae Stubbs                | 1-6, 7-5, [7-10]  | details |
| 21.              | 2008-04-05 | WTA Miami         | hardcourt     | Cara Black            | Katarina Srebotnik Ai Sugiyama             | 5-7, 6-4, [3-10]  | details |
| 22.              | 2008-10-12 | WTA Moskou        | hardcourt (i) | Cara Black            | Nadja Petrova Katarina Srebotnik           | 4-6, 4-6          | details |
| 23.              | 2008-10-26 | WTA Linz          | hardcourt (i) | Cara Black            | Katarina Srebotnik Ai Sugiyama             | 4-6, 5-7          | details |
| 24.              | 2009-09-14 | US Open           | hardcourt     | Cara Black            | Serena Williams Venus Williams             | 2-6, 2-6          | details |
| 25.              | 2009-11-01 | WTA Championships | hardcourt     | Cara Black            | Nuria Llagostera Vives MJ Martínez Sánchez | 6-7, 7-5, [7-10]  | details |
| 26.              | 2010-01-29 | Australian Open   | hardcourt     | Cara Black            | Serena Williams Venus Williams             | 4-6, 3-6          | details |
| 27.              | 2010-02-14 | WTA Parijs        | tapijt (i)    | Cara Black            | Iveta Benešová Barbora Záhlavová-Strýcová  | walk-over         | details |
| 28.              | 2010-06-13 | WTA Birmingham    | gras          | Bethanie Mattek-Sands | Cara Black Lisa Raymond                    | 3-6, 2-3, opg.    | details |
| 29.              | 2010-09-11 | US Open           | hardcourt     | Nadja Petrova         | Vania King Jaroslava Sjvedova              | 2-6, 4-6, 6-7     | details |
| 30.              | 2011-02-26 | WTA Doha          | hardcourt     | Nadja Petrova         | Květa Peschke Katarina Srebotnik           | 5-7, 7-6, [8-10]  | details |
| 31.              | 2011-04-03 | WTA Miami         | hardcourt     | Nadja Petrova         | Daniela Hantuchová Agnieszka Radwańska     | 6-7, 6-2, [8-10]  | details |
| 32.              | 2011-06-18 | WTA Eastbourne    | gras          | Lisa Raymond          | Květa Peschke Katarina Srebotnik           | 3-6, 0-6          | details |
| 33.              | 2011-07-31 | WTA Stanford      | hardcourt     | Lisa Raymond          | Viktoryja Azarenka Maria Kirilenko         | 1-6, 3-6          | details |
| 34.              | 2012-01-13 | WTA Sydney        | hardcourt     | Lisa Raymond          | Květa Peschke Katarina Srebotnik           | 1-6, 6-4, [11-13] | details |
| 35.              | 2012-06-17 | WTA Birmingham    | gras          | Lisa Raymond          | Tímea Babos Hsieh Su-wei                   | 5-7, 7-6, [8-10]  | details |
| 36.              | 2012-06-23 | WTA Eastbourne    | gras          | Lisa Raymond          | Nuria Llagostera Vives MJ Martínez Sánchez | 4-6, opg.         | details |
| 37.              | 2013-02-03 | WTA Parijs        | tapijt (i)    | Andrea Hlaváčková     | Sara Errani Roberta Vinci                  | 1-6, 1-6          | details |
| 38.              | 2013-04-07 | WTA Charleston    | gravel        | Andrea Hlaváčková     | Kristina Mladenovic Lucie Šafářová         | 3-6, 6-7          | details |
| 39.              | 2013-09-28 | WTA Tokio         | hardcourt     | Chan Hao-ching        | Cara Black Sania Mirza                     | 6-4, 0-6, [9-11]  | details |

### Finaleplaatsen gemengd dubbelspel
| nr.              | finale     | toernooi        | ondergrond | partner       | tegenstanders                      | score            |         |
| ---------------- | ---------- | --------------- | ---------- | ------------- | ---------------------------------- | ---------------- | ------- |
| gewonnen finales |            |                 |            |               |                                    |                  |         |
| 1.               | 2009-06-07 | Roland Garros   | gravel     | Bob Bryan     | Vania King Marcelo Melo            | 5-7, 7-6, [10-7] | details |
| 2.               | 2010-09-09 | US Open         | hardcourt  | Bob Bryan     | Květa Peschke Aisam-ul-Haq Qureshi | 6-4, 6-4         | details |
| verloren finales |            |                 |            |               |                                    |                  |         |
| 1.               | 2001-07-08 | Wimbledon       | gras       | Mike Bryan    | Daniela Hantuchová Leoš Friedl     | 6-4, 3-6, 2-6    | details |
| 2.               | 2005-01-30 | Australian Open | hardcourt  | Kevin Ullyett | Samantha Stosur Scott Draper       | 2-6, 6-2, [6-10] | details |
| 3.               | 2008-09-07 | US Open         | hardcourt  | Jamie Murray  | Cara Black Leander Paes            | 6-7, 4-6         | details |

## Resultaten grandslamtoernooien
| Legenda | Legenda                          |
| ------- | -------------------------------- |
| g.t.    | geen toernooi gehouden           |
| l.c.    | lagere categorie                 |
| –       | niet deelgenomen                 |
| G       | uitgeschakeld in de groepsfase   |
| 1R      | uitgeschakeld in de eerste ronde |
| 2R      | uitgeschakeld in de tweede ronde |
| 3R      | uitgeschakeld in de derde ronde  |
| 4R      | uitgeschakeld in de vierde ronde |
| KF      | uitgeschakeld in de kwartfinale  |
| HF      | uitgeschakeld in de halve finale |
| F       | de finale verloren               |
| W       | het toernooi gewonnen            |
| w-v     | winst/verlies-balans             |

### Enkelspel
| Toernooi        | 1998 |
| --------------- | ---- |
| Australian Open | –    |
| Roland Garros   | 2R   |
| Wimbledon       | –    |
| US Open         | 1R   |

### Vrouwendubbelspel
| toernooi        | 1995 | 1996 | 1997 | 1998 | 1999 | 2000 | 2001 | 2002 | 2003 | 2004 | 2005 | 2006 | 2007 | 2008 | 2009 | 2010 | 2011 | 2012 | 2013 | 2014 |    | 2017 |
| --------------- | ---- | ---- | ---- | ---- | ---- | ---- | ---- | ---- | ---- | ---- | ---- | ---- | ---- | ---- | ---- | ---- | ---- | ---- | ---- | ---- | -- | ---- |
| Australian Open | 2R   | –    | –    | 1R   | 1R   | –    | 2R   | 3R   | –    | HF   | 2R   | 3R   | W    | KF   | KF   | F    | HF   | KF   | 3R   | 3R   | 2R |      |
| Roland Garros   | 1R   | –    | 2R   | 1R   | 3R   | KF   | 2R   | HF   | 1R   | 1R   | F    | 2R   | HF   | HF   | HF   | HF   | HF   | 1R   | 1R   | 3R   | –  |      |
| Wimbledon       | 1R   | –    | 1R   | 1R   | HF   | 2R   | 1R   | 2R   | 3R   | F    | W    | KF   | W    | HF   | HF   | HF   | KF   | HF   | 3R   | 2R   | –  |      |
| US Open         | 1R   | 1R   | –    | 1R   | KF   | 2R   | 2R   | 2R   | KF   | KF   | –    | 3R   | 2R   | W    | F    | F    | W    | 3R   | 3R   | –    | –  |      |

### Gemengd dubbelspel
| toernooi        | 1997 | 1998 | 1999 | 2000 | 2001 | 2002 | 2003 | 2004 | 2005 | 2006 | 2007 | 2008 | 2009 | 2010 | 2011 | 2012 | 2013 | 2014 |    | 2017 |
| --------------- | ---- | ---- | ---- | ---- | ---- | ---- | ---- | ---- | ---- | ---- | ---- | ---- | ---- | ---- | ---- | ---- | ---- | ---- | -- | ---- |
| Australian Open | –    | –    | –    | –    | 1R   | 2R   | –    | HF   | F    | 2R   | HF   | 2R   | 2R   | 1R   | 2R   | KF   | 2R   | 1R   | 1R |      |
| Roland Garros   | –    | 1R   | 1R   | 1R   | 1R   | 1R   | 2R   | 1R   | KF   | 2R   | KF   | KF   | W    | 1R   | 1R   | KF   | HF   | 2R   | –  |      |
| Wimbledon       | 1R   | 1R   | 1R   | 1R   | F    | 3R   | HF   | 3R   | HF   | 2R   | 2R   | HF   | HF   | 2R   | KF   | HF   | 3R   | 2R   | –  |      |
| US Open         | –    | –    | 1R   | –    | –    | –    | KF   | 1R   | –    | 1R   | HF   | F    | HF   | W    | 2R   | HF   | KF   | –    | 1R |      |